# Biserica de lemn din Cărpiniș, Maramureș

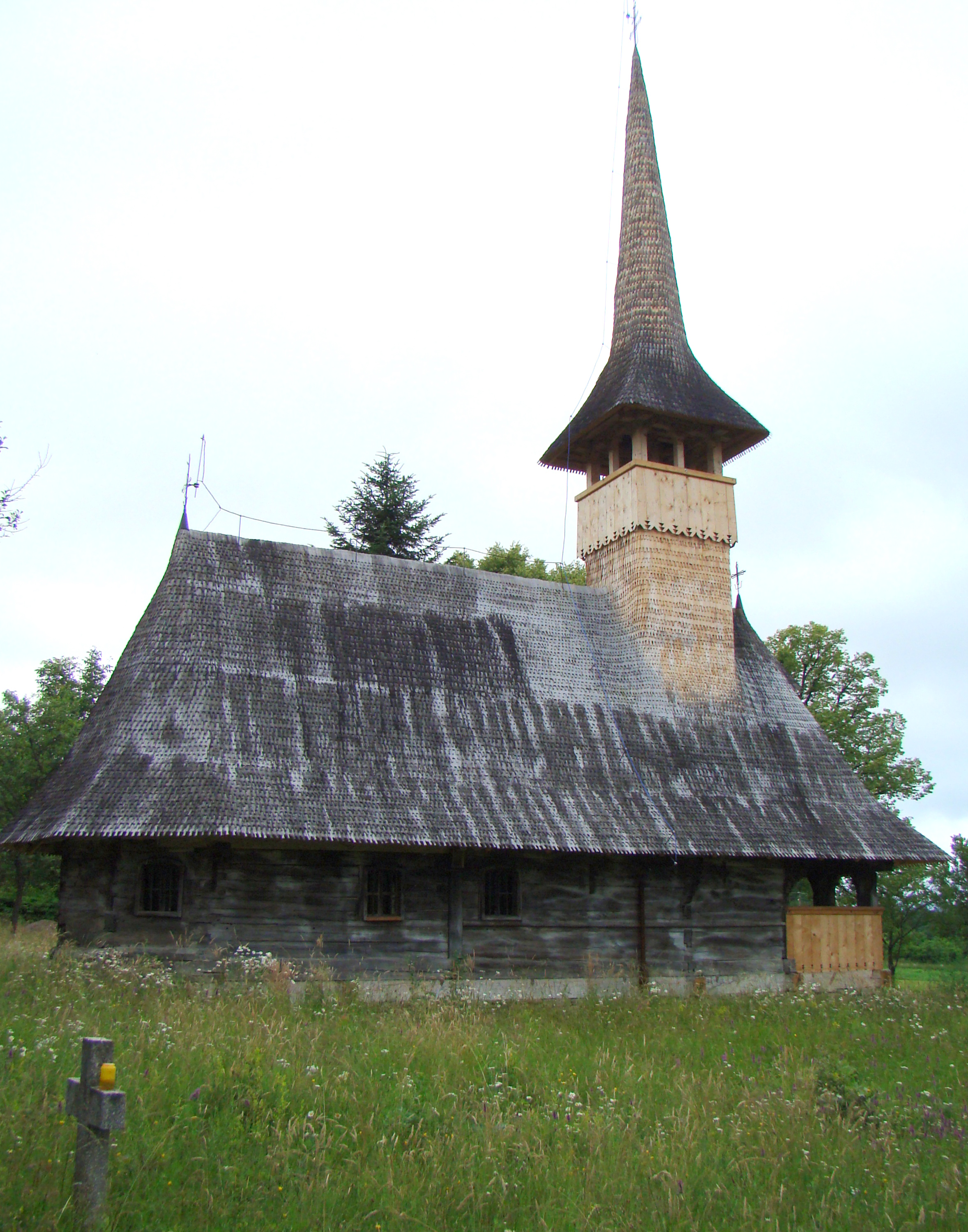
Biserica de lemn din Cărpiniş, comuna Copalnic-Mănăştur, județul Maramureș, foto: iunie 2009.

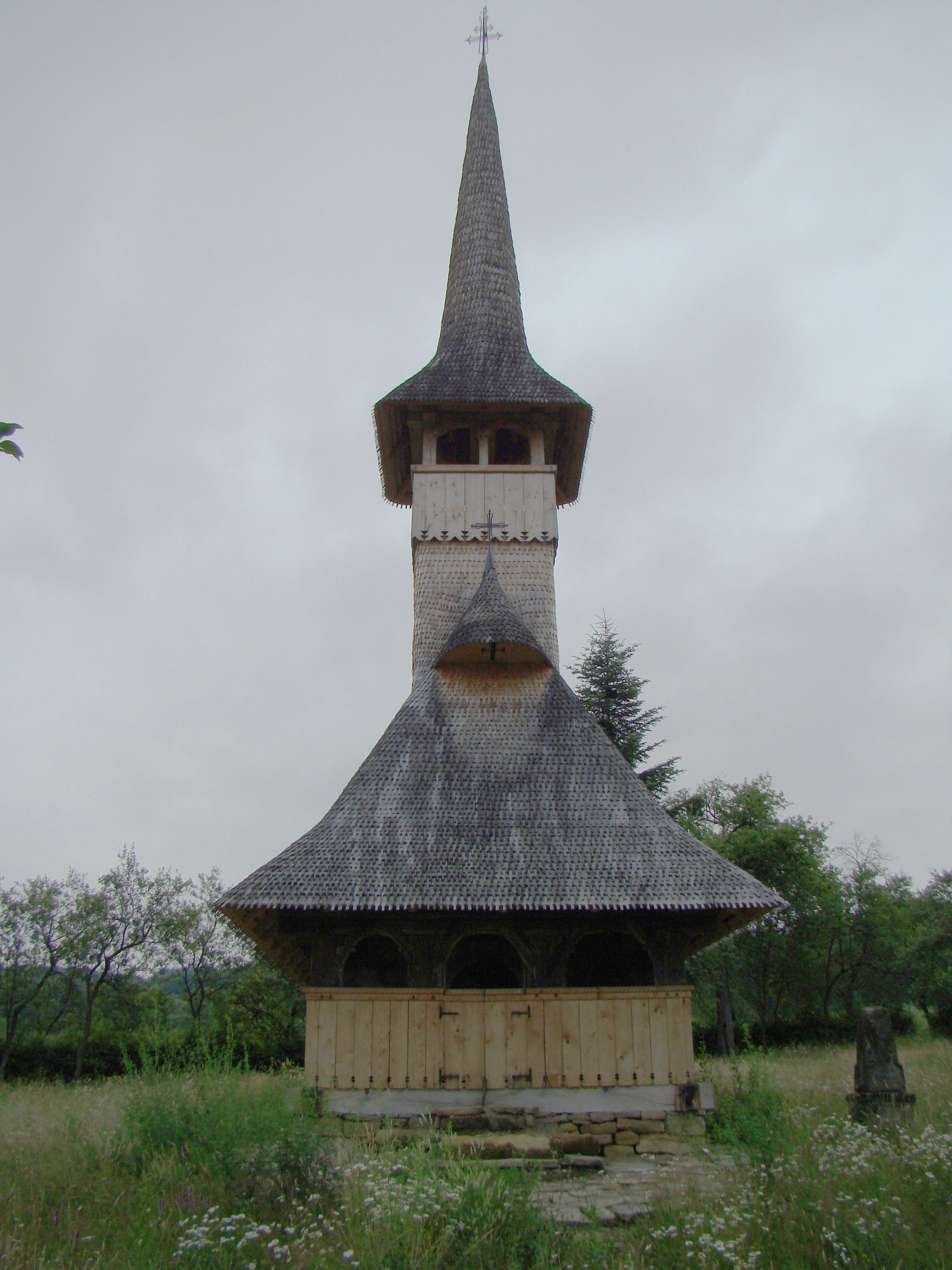
Biserica (vest)

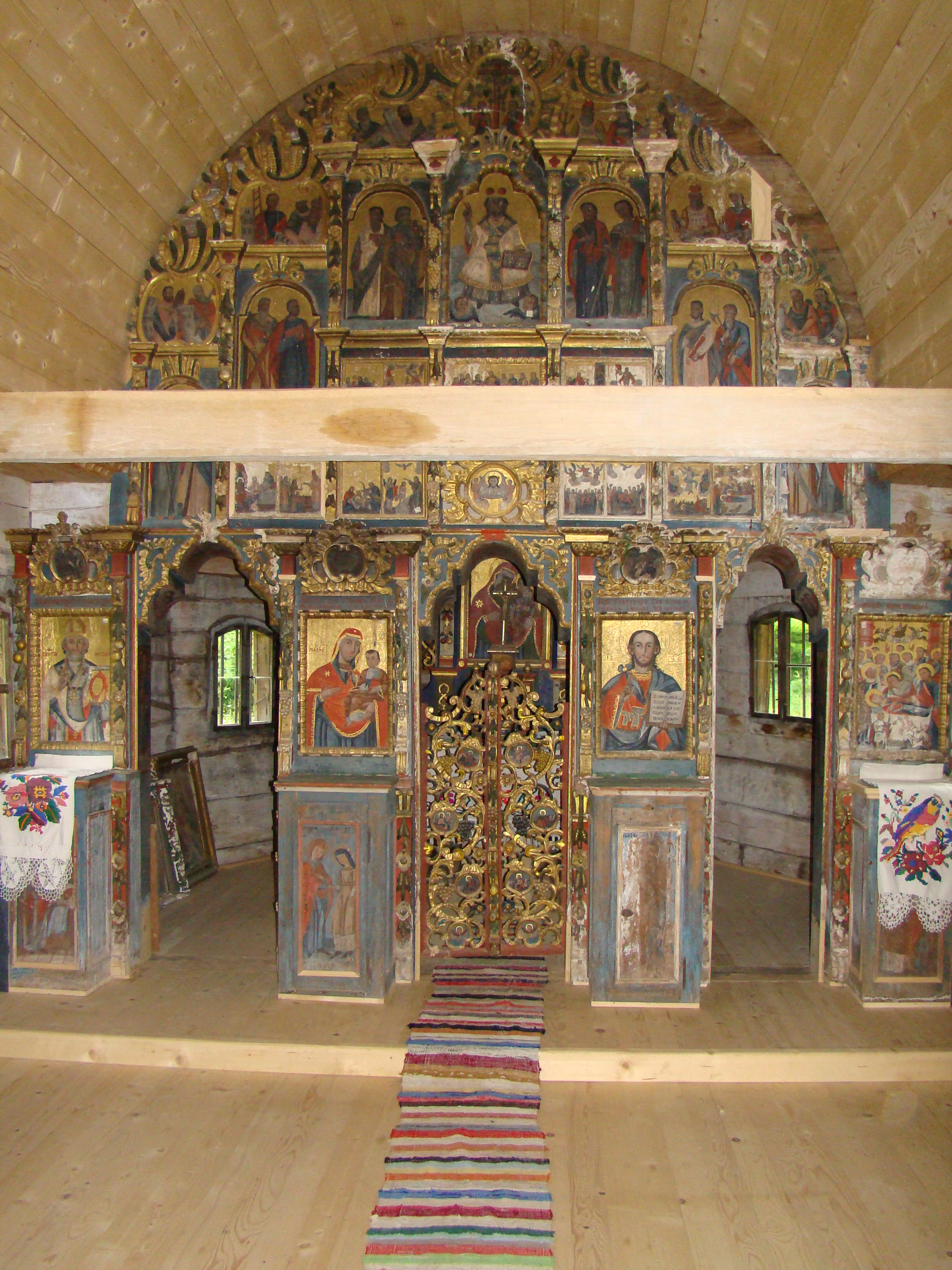
Iconostasul

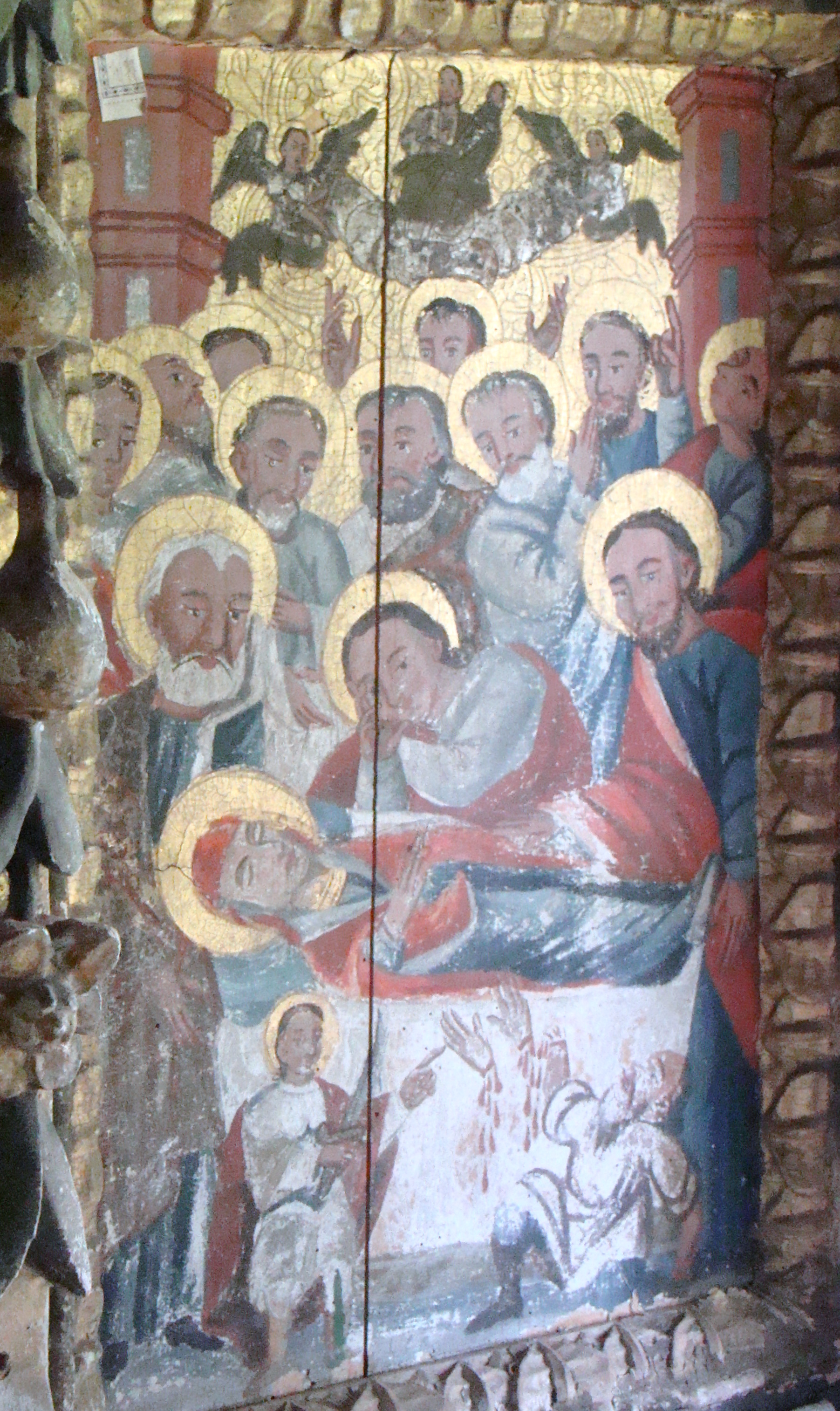
Icoana de hram: „Adormirea Maicii Domnului”

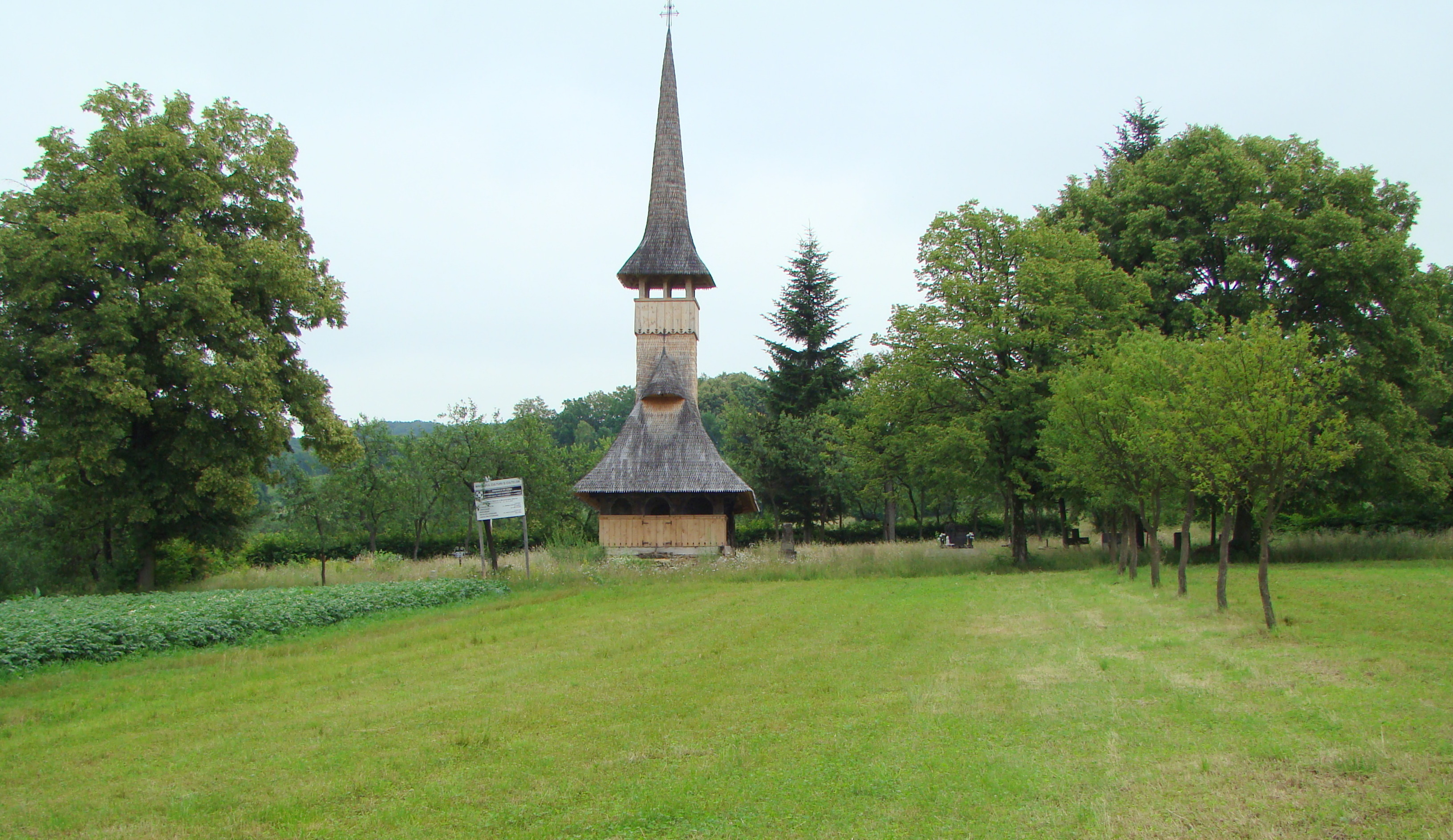
Biserica și împrejurimile

Biserica de lemn din Cărpiniș, comuna Copalnic-Mănăștur, județul Maramureș datează din anul 1757. Are hramul „Adormirea Maicii Domnului”. Biserica figurează pe lista monumentelor istorice, cod  MM-II-m-A-04541.

## Istoric și trăsături
A fost construită ca biserică ortodoxă, potrivit tradiției, în a doua jumătate a secolului al XVI-lea, surse documentare vorbesc însă de anul 1757. S-a aflat inițial pe locul numit „Cărpinișul Vechi”-vatra veche a satului, de unde a fost mutată, odată cu satul, în „Dumbravă”, adică cu 4 km mai spre sud. Reconstruirea bisericii aici s-a făcut pe cheltuiala a 7 familii, contribuția cea mai importantă revenind însă familiei Conț Ioan, potrivit inscripției de pe una din icoane: „Făcutu-s-a această sfântă biserică și icoana hramului Adormirea Maicii Domnului, de către mine io boier Conț Ioan.” Și inscripția de pe icoana „Sfântul Nicolae” menționează același donator și binefăcător al bisericii: „Făcutu-s-a această sfântă icoană pe seama bisericii ortodoxă română, de către mine, io boier Conț Ioan, spre slava lui Dumnezeu și iertarea păcatelor noastre.” A doua strămutare a bisericii, pe locul actual, s-a făcut, probabil, în anul 1812, construcția suferind și unele modificări planimetrice. S-a adăugat pridvorul pe latura de vest, mutându-se aici intrarea. S-au adăugat, de asemenea, laturile de sud și nord ale absidei altarului, mărindu-i asfel suprafața. Prin această ultimă modificare, planul bisericii devine unul atipic, absida nemaifiind decroșată, are laturile adăugate în prelungirea laturilor respective ale naosului.

## Imagini din exterior

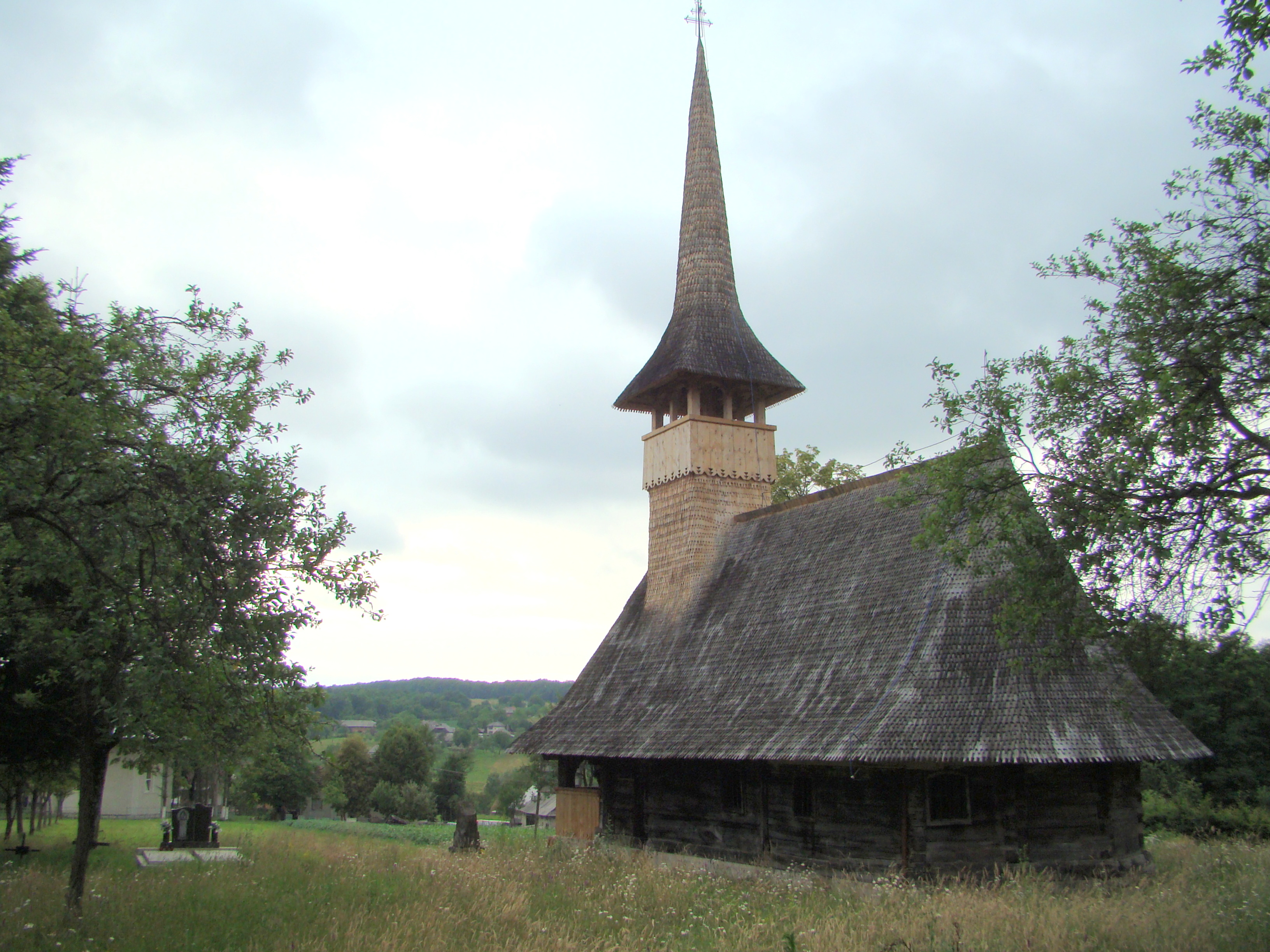
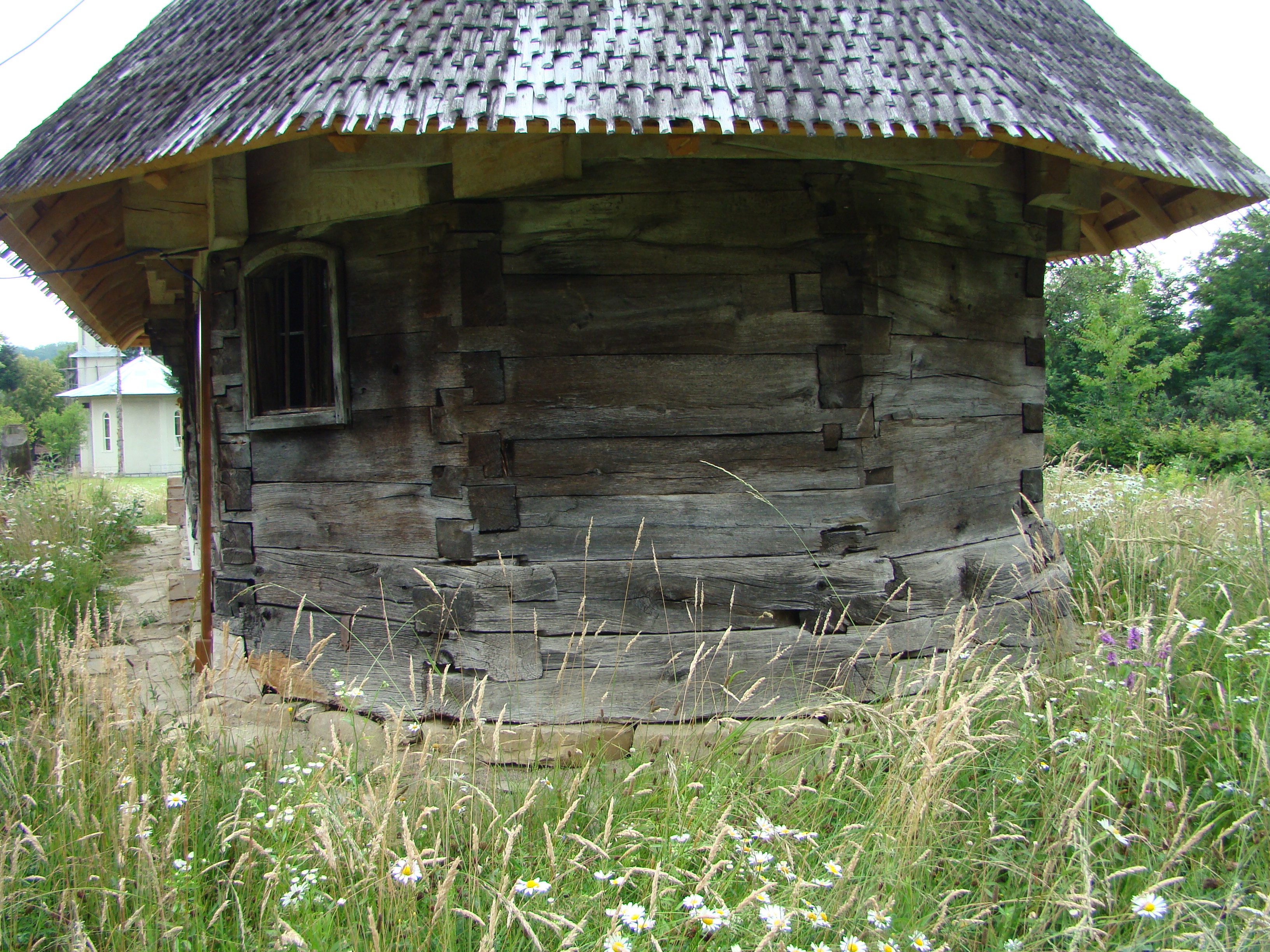
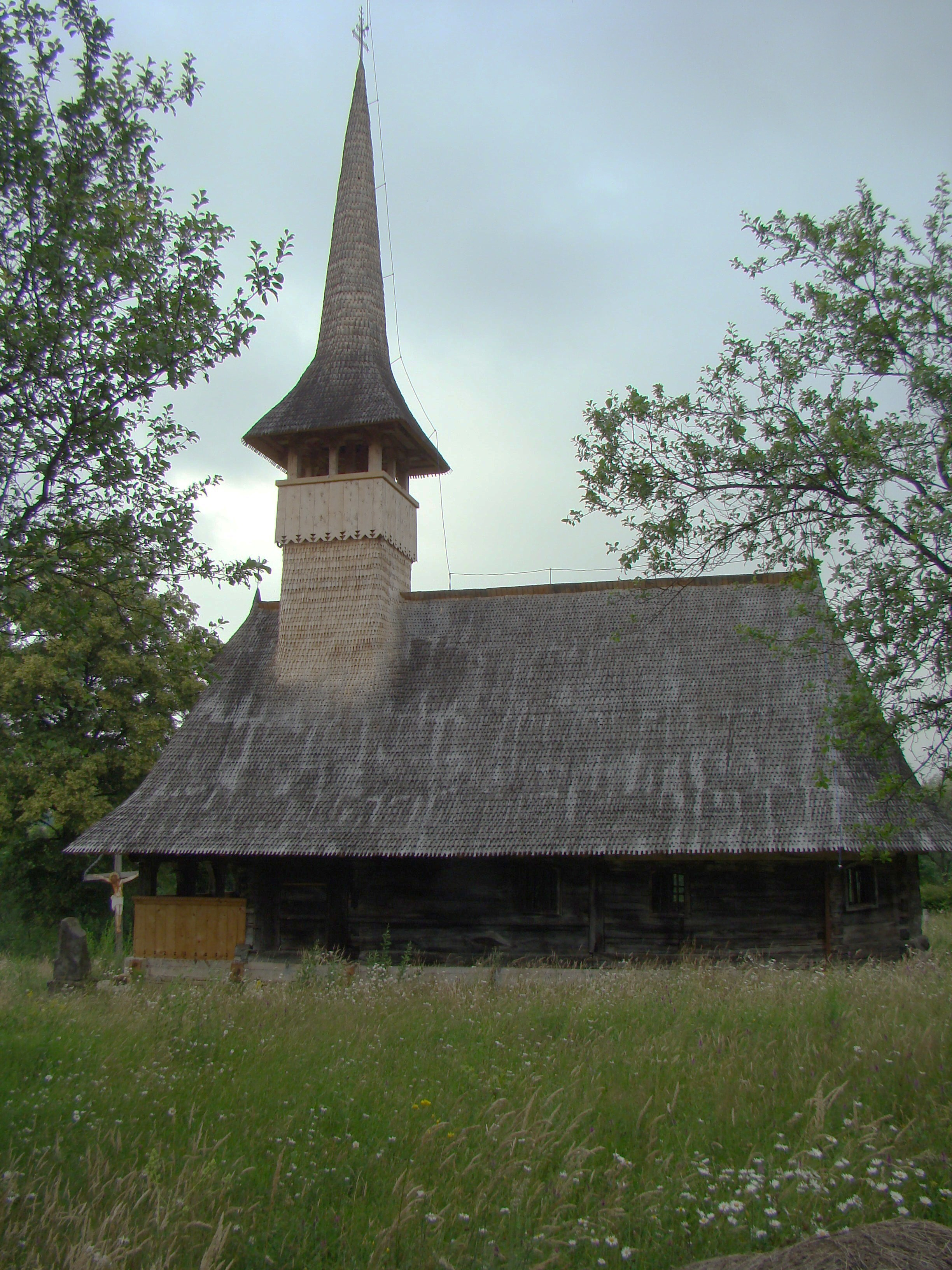
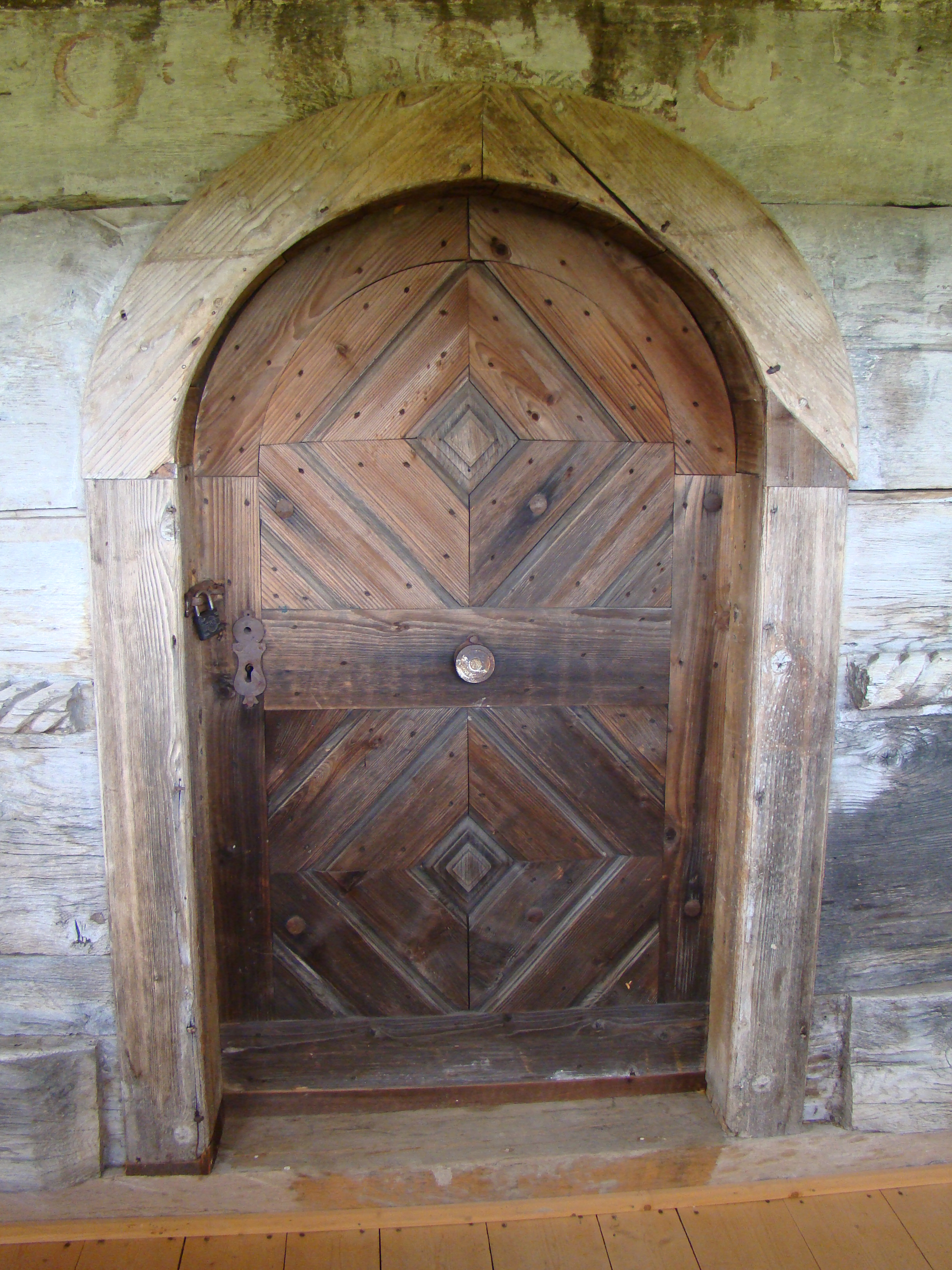
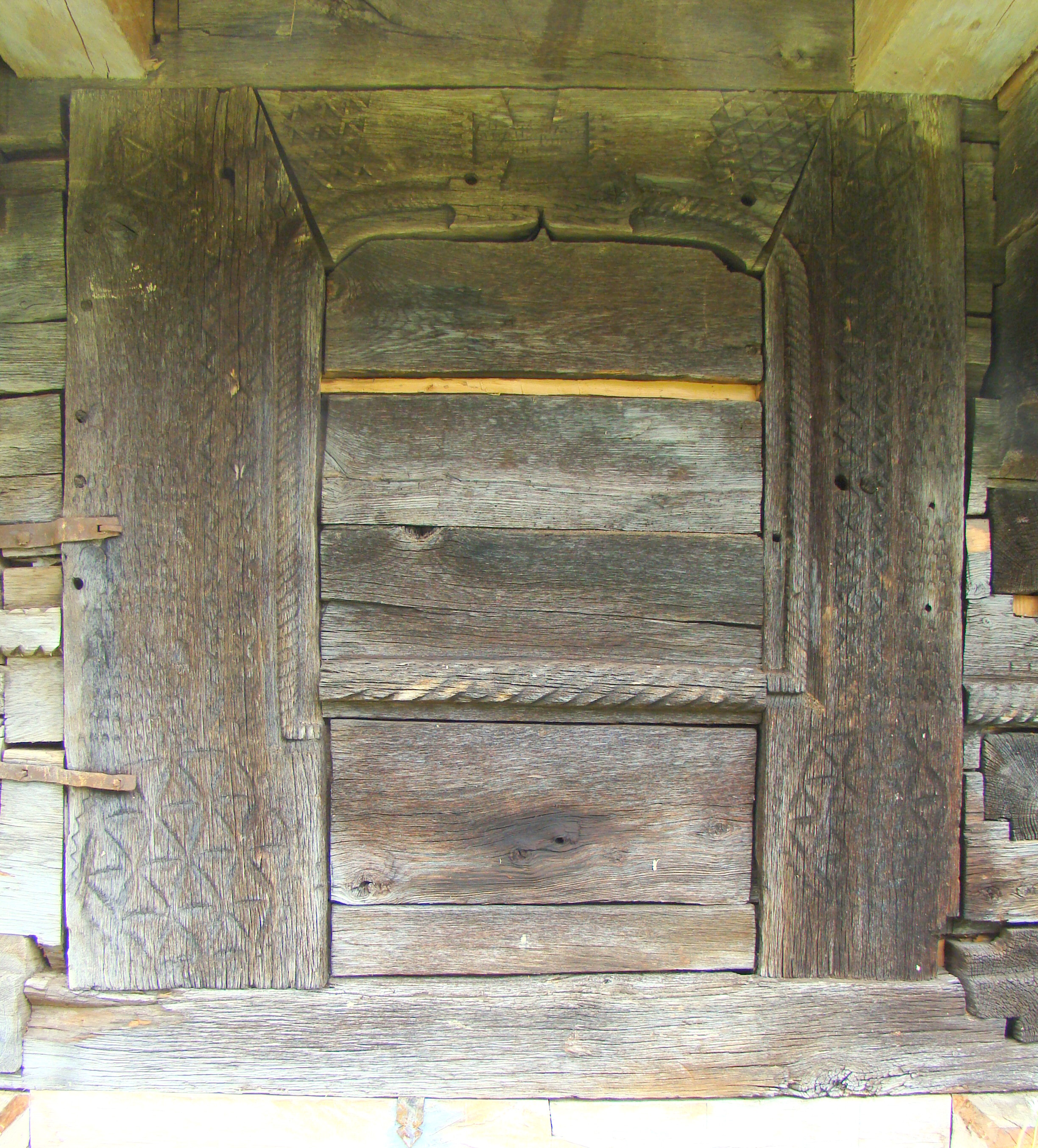
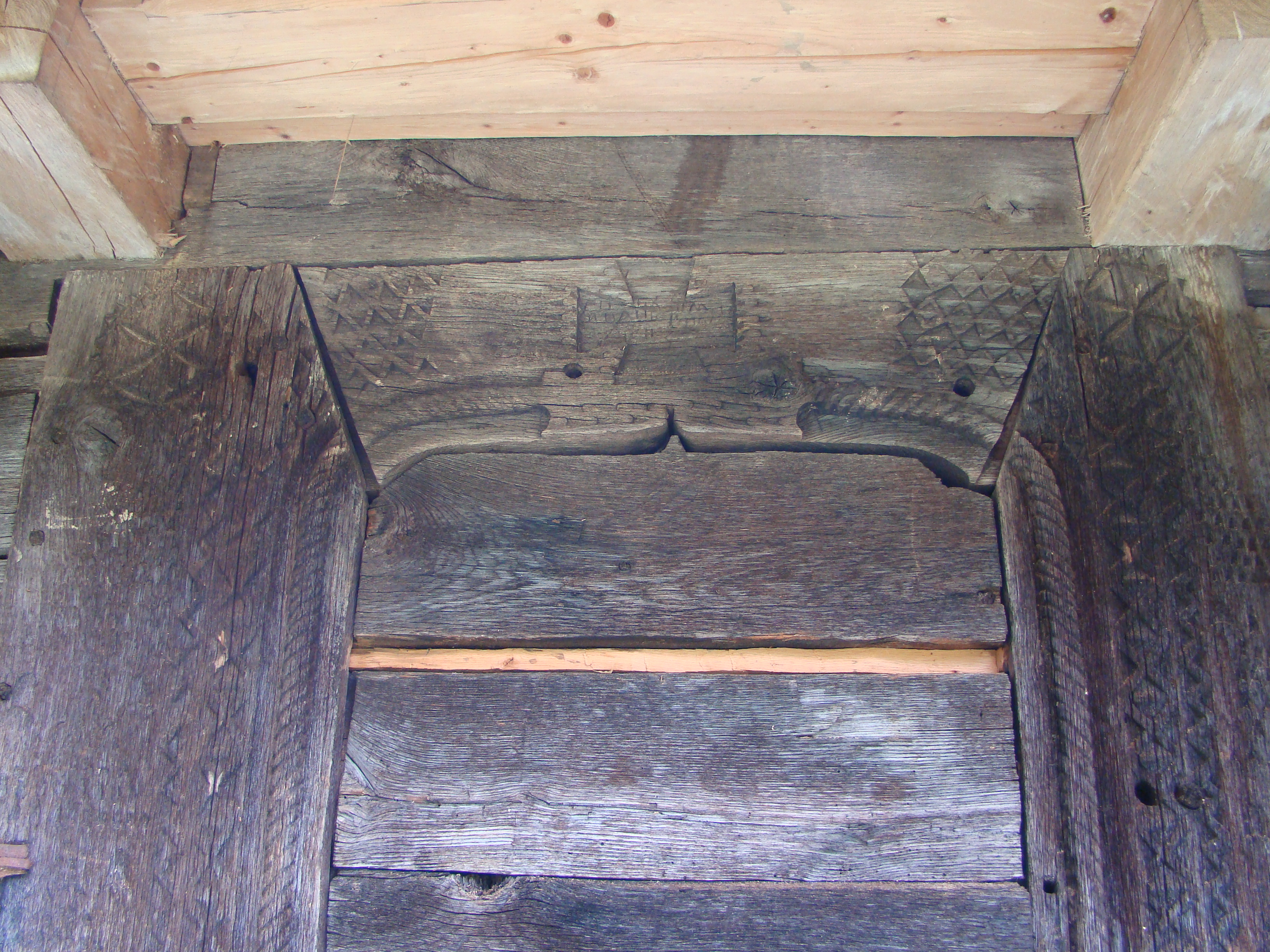
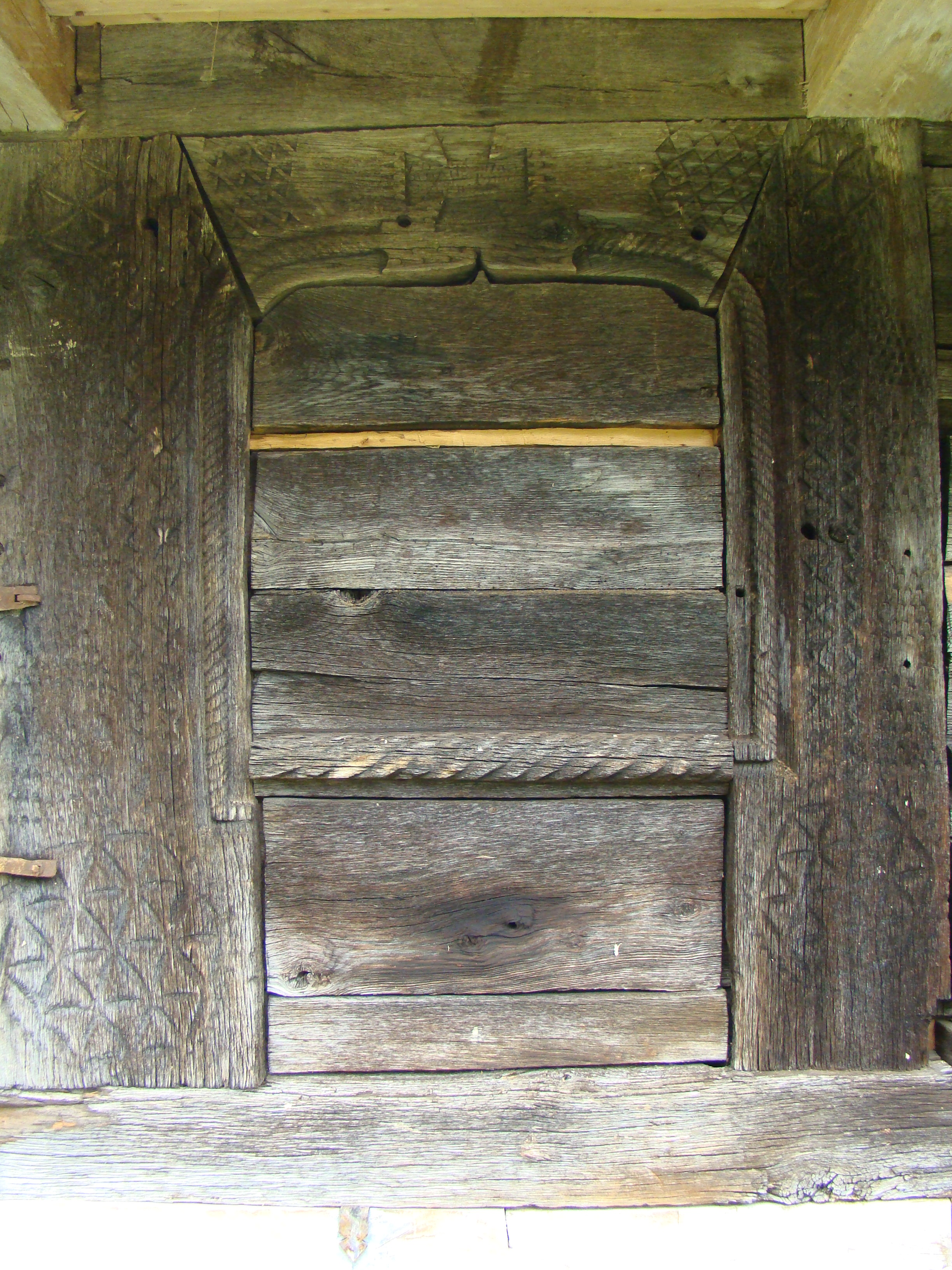
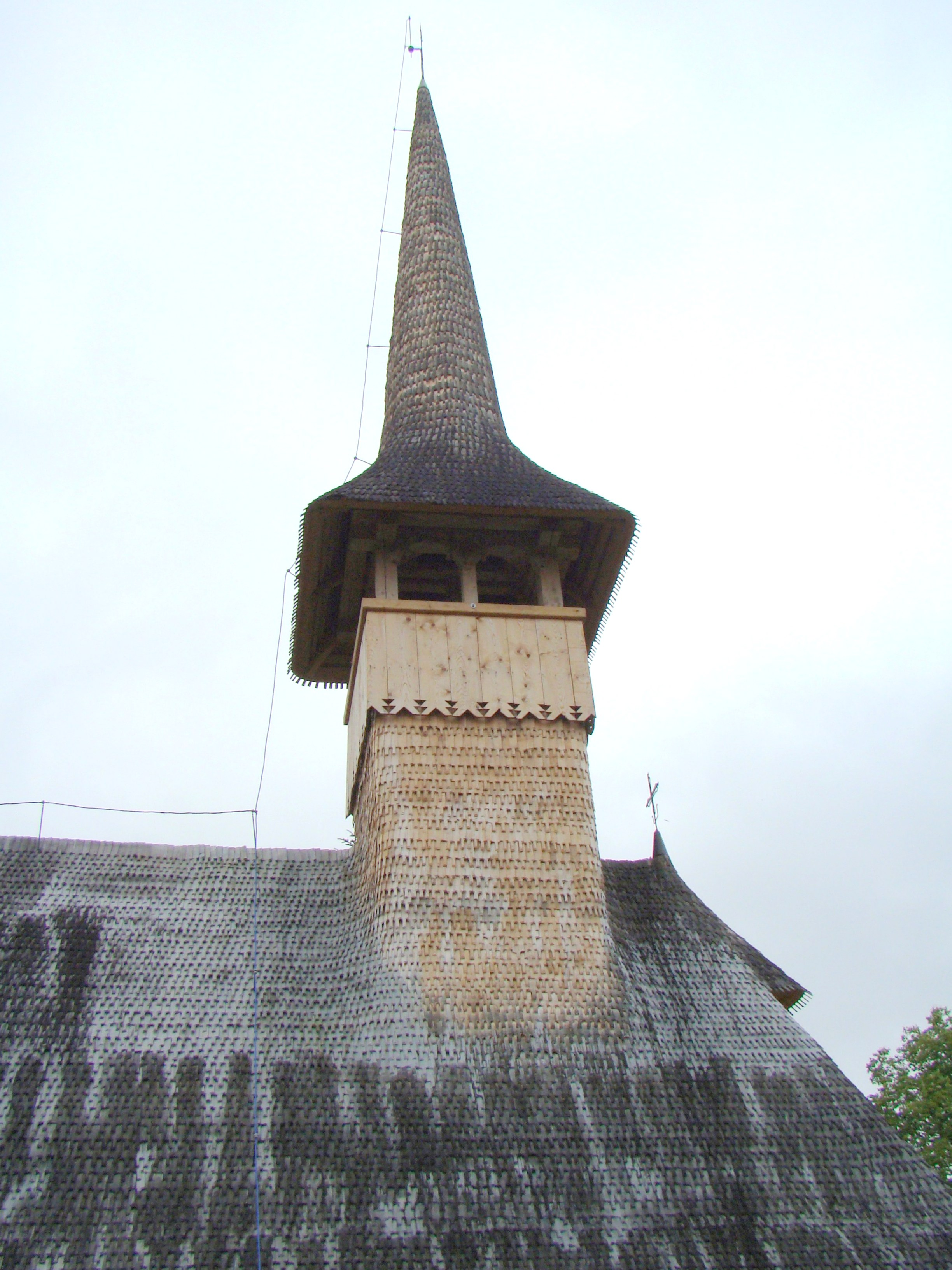
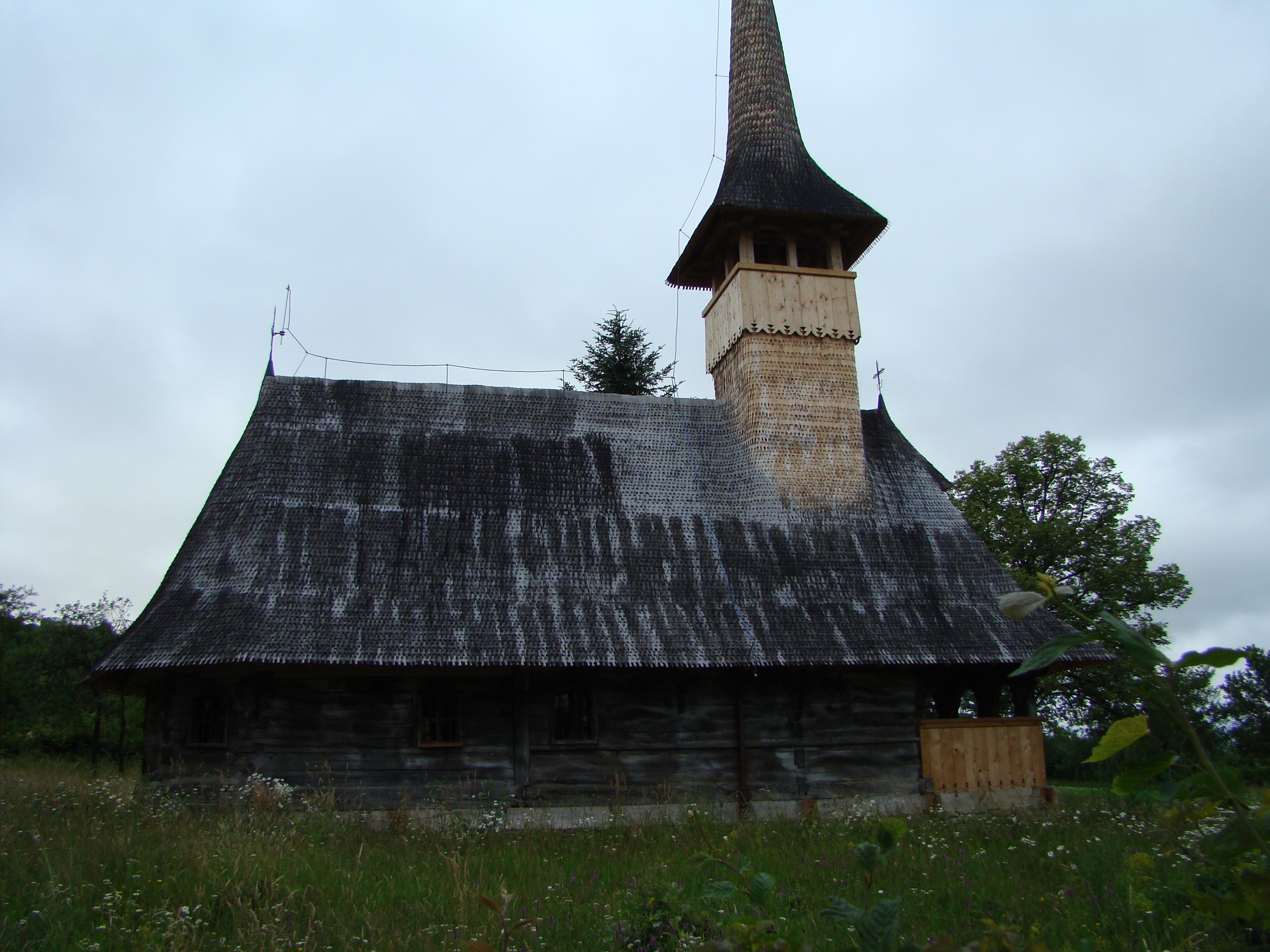
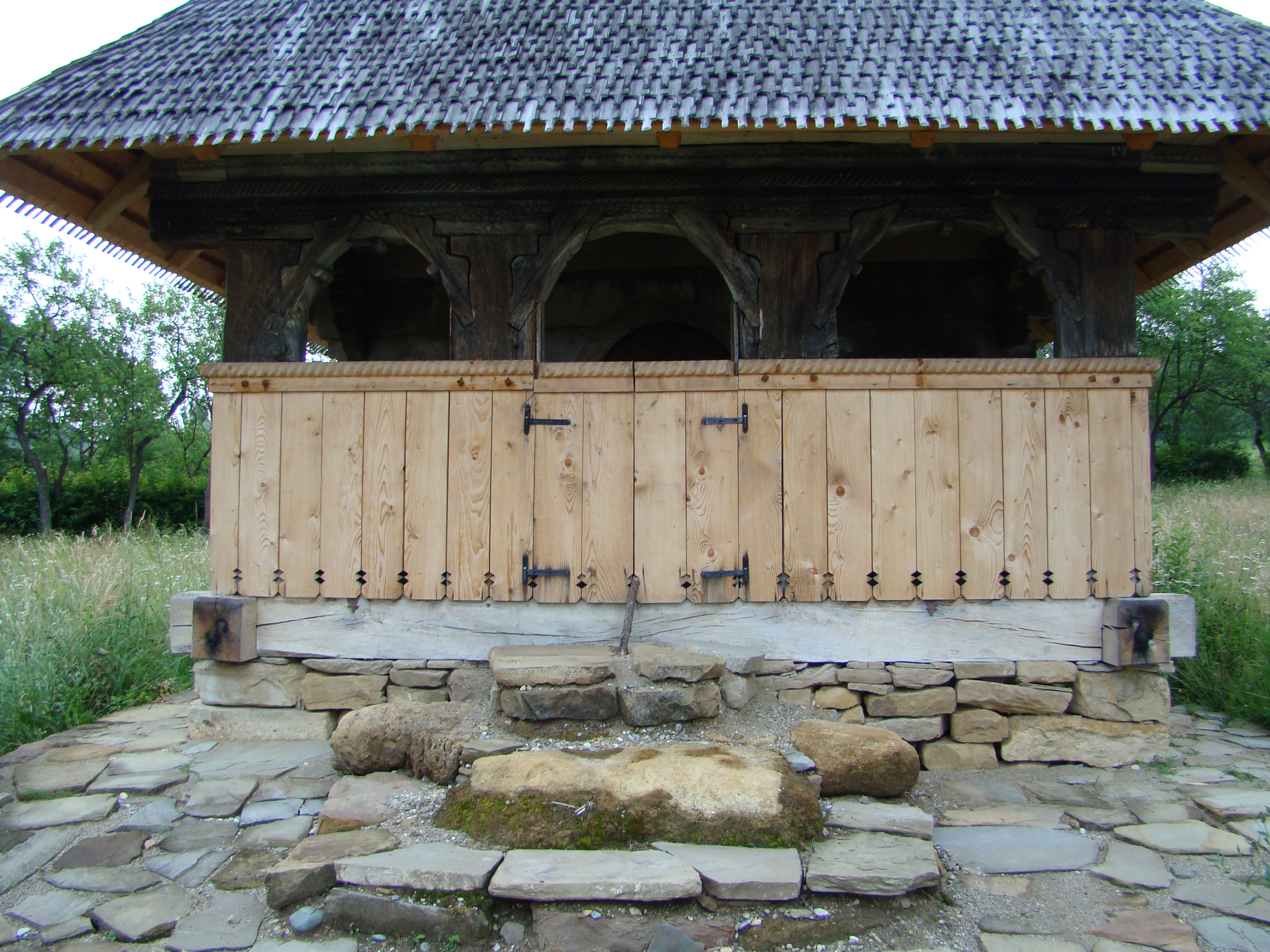
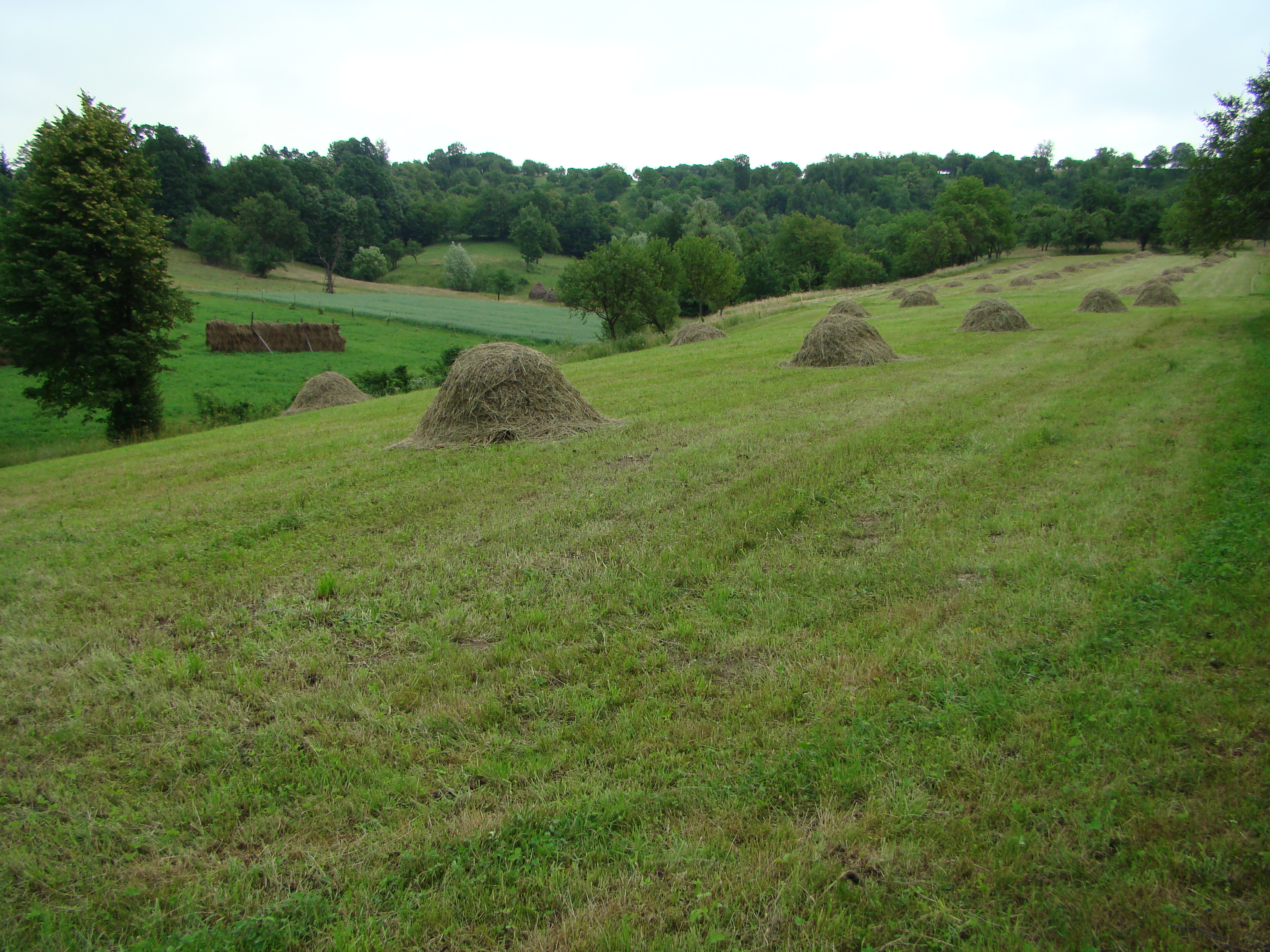
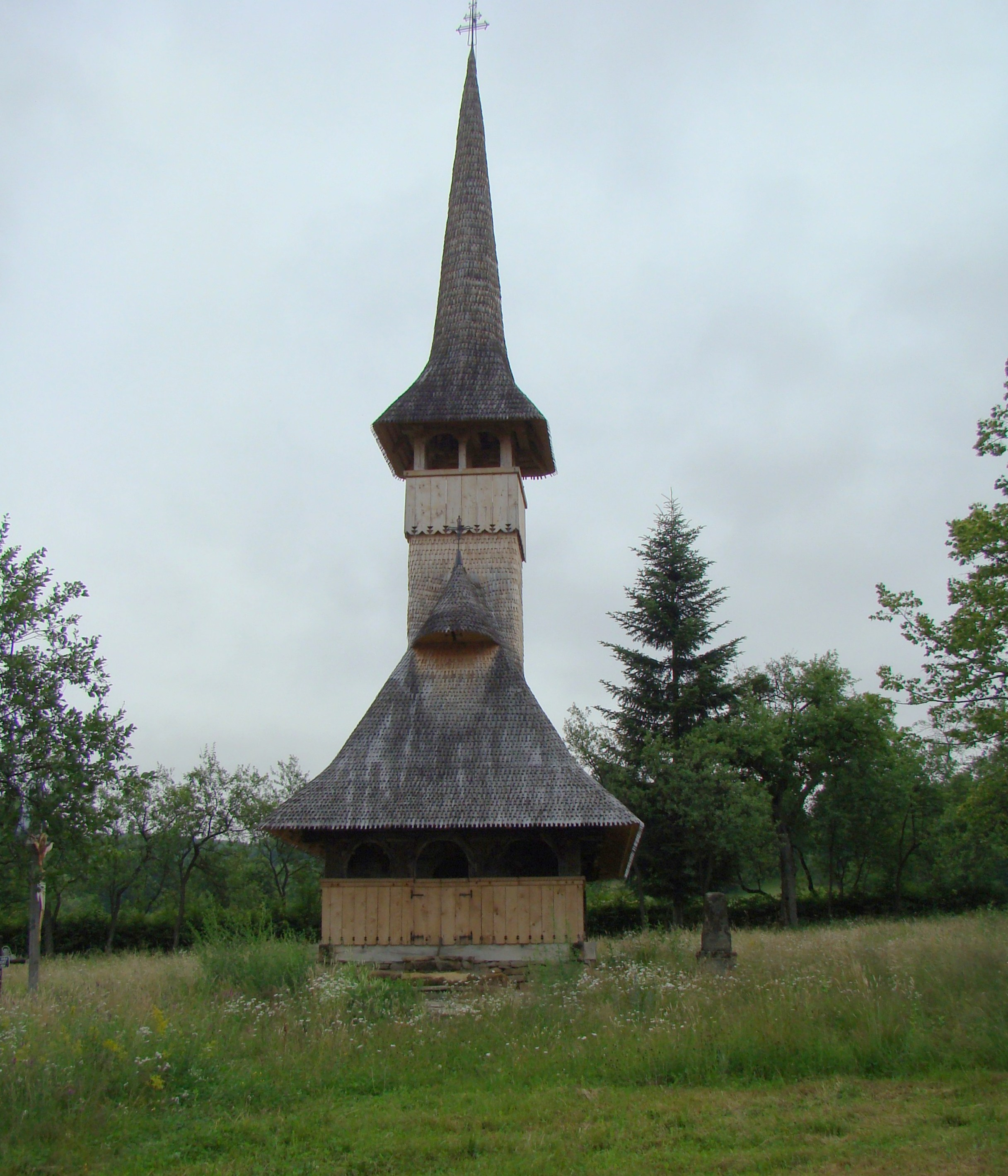

## Imagini din interior

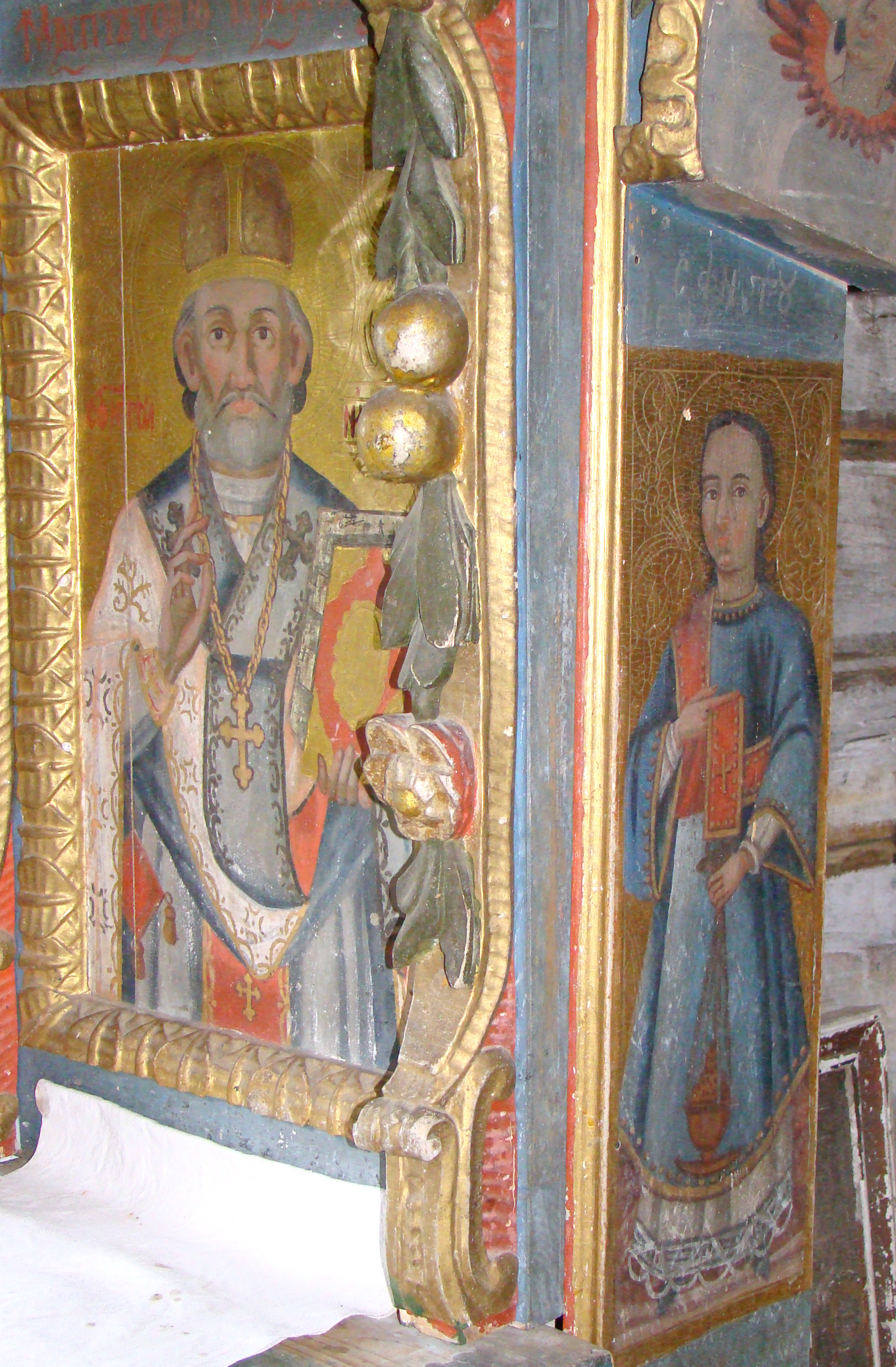
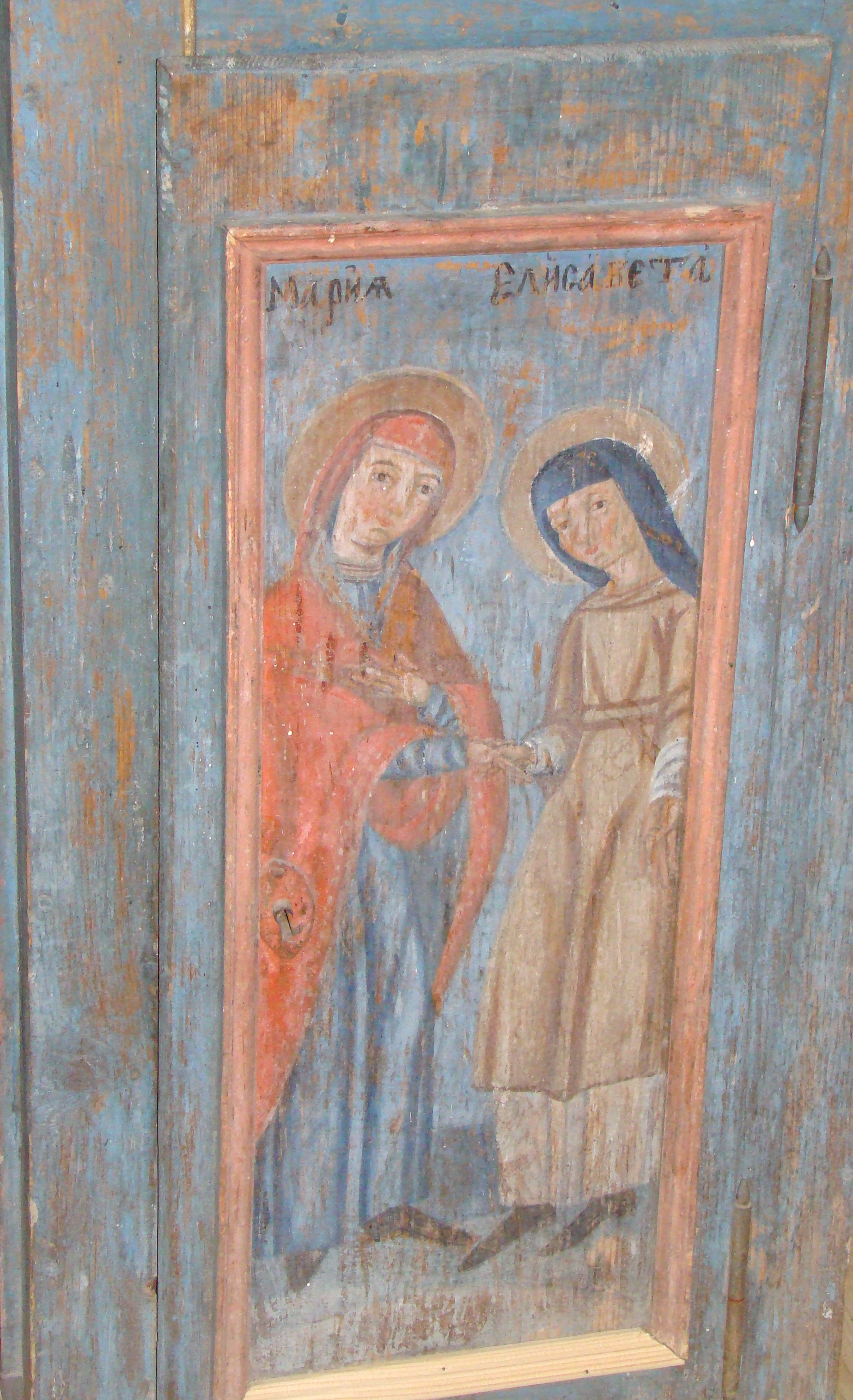
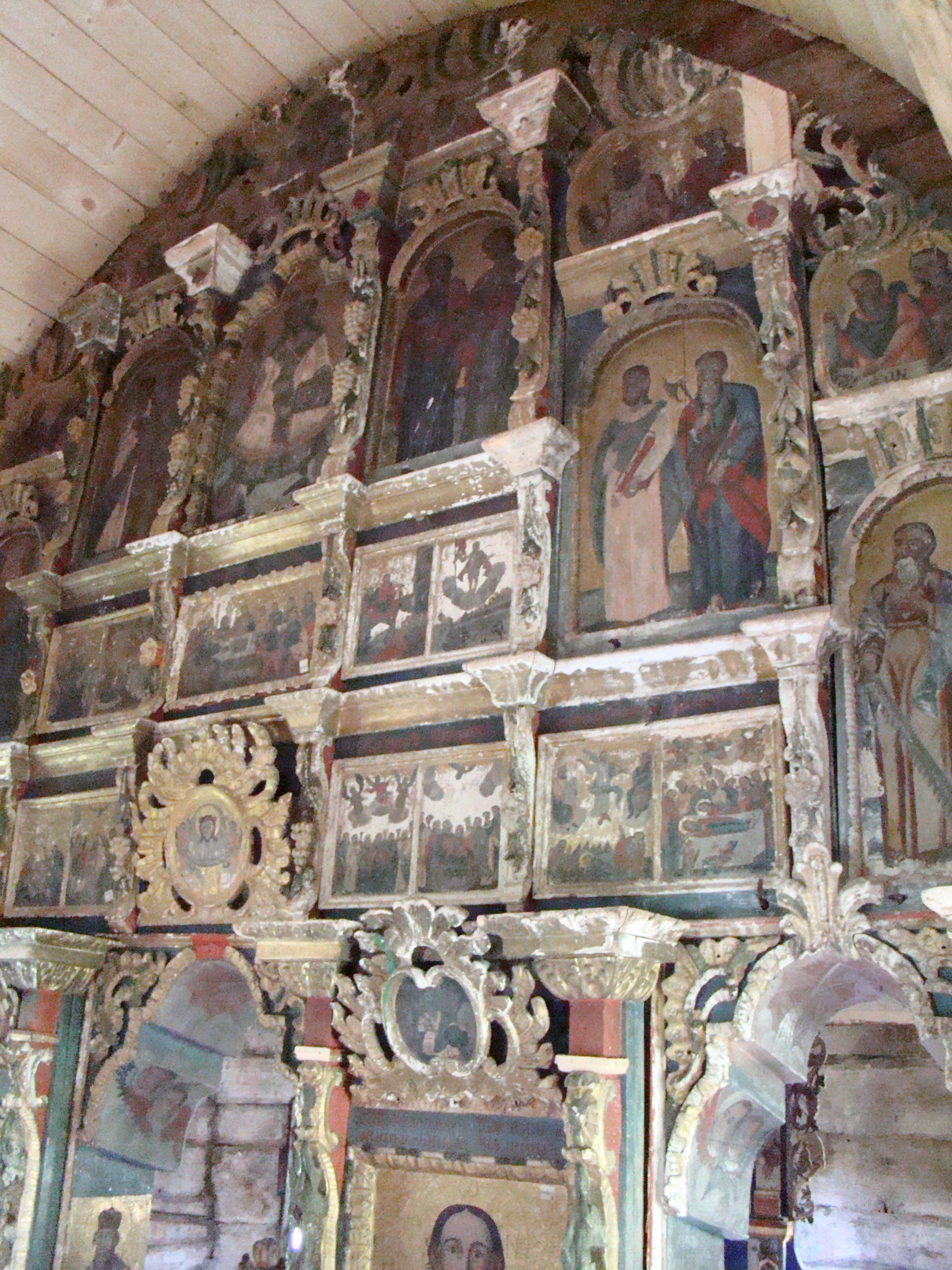
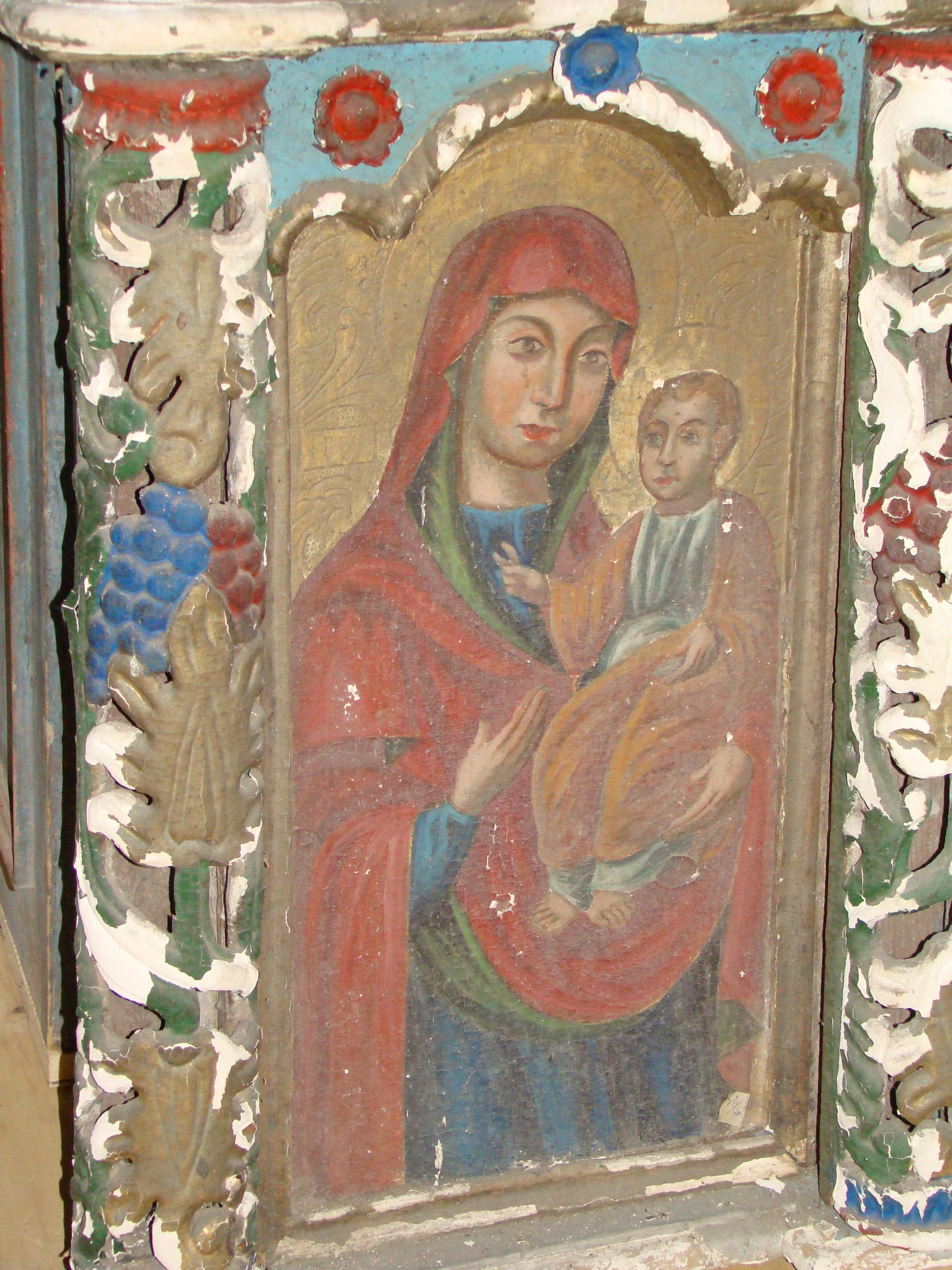
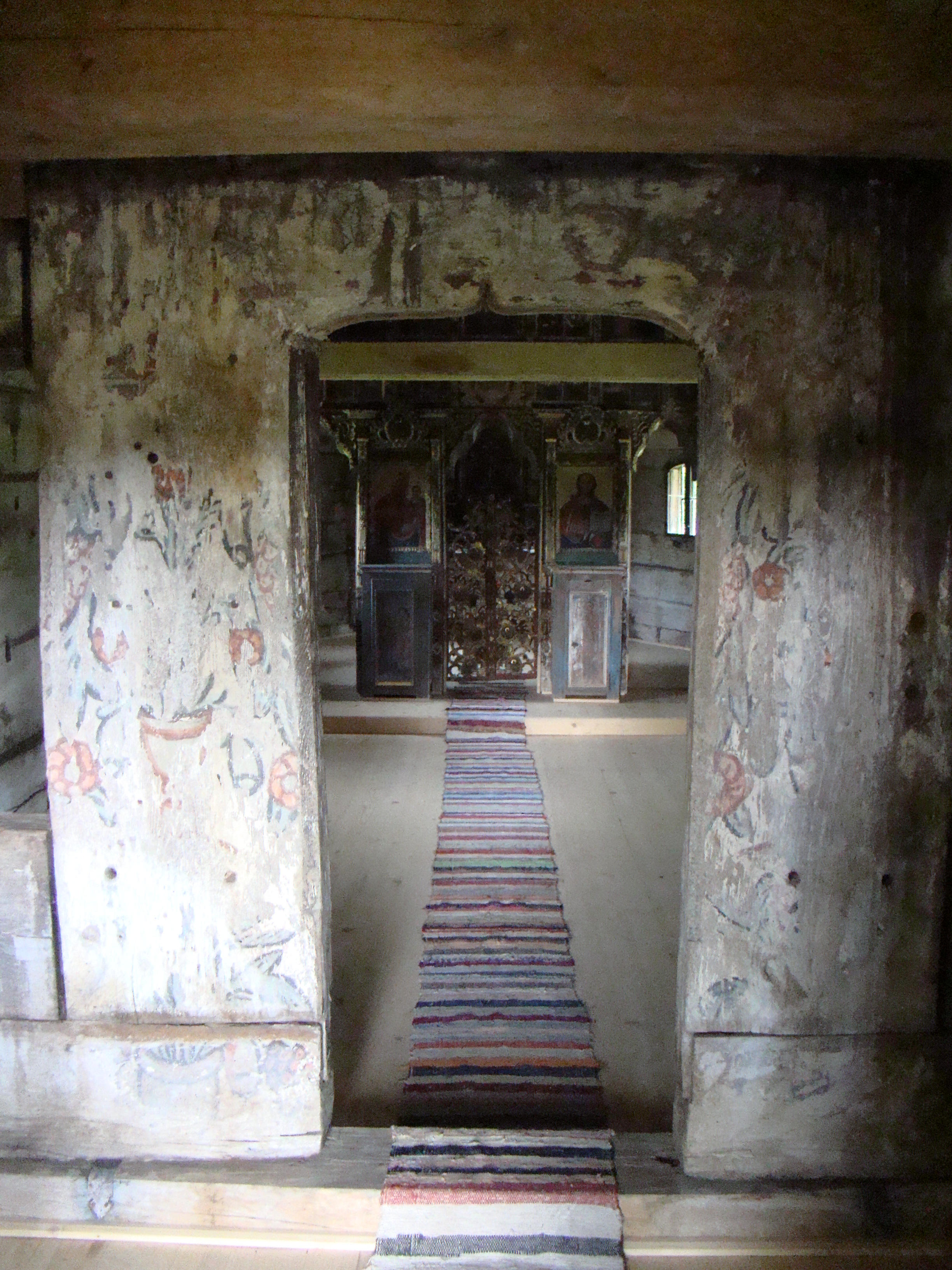
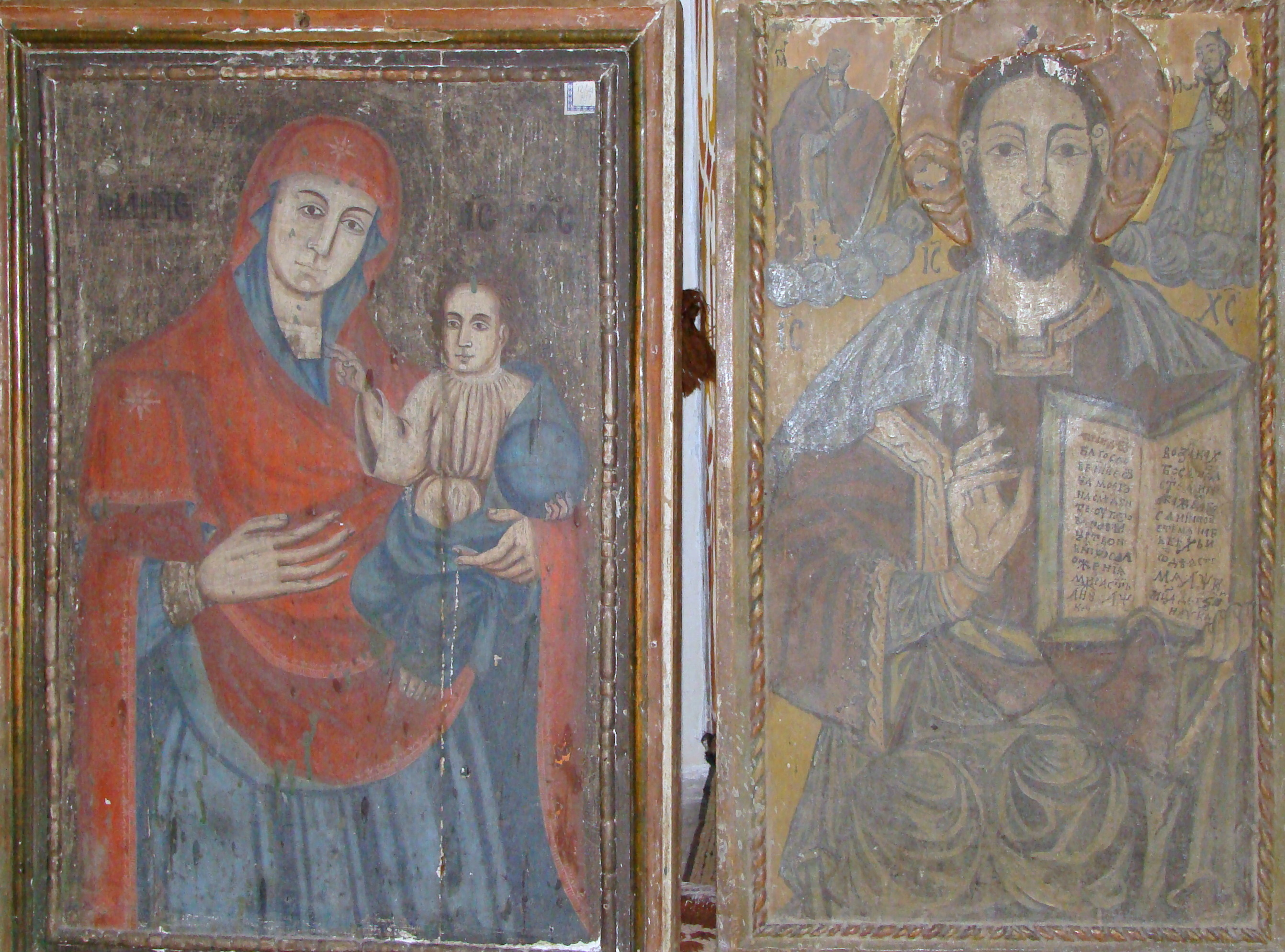
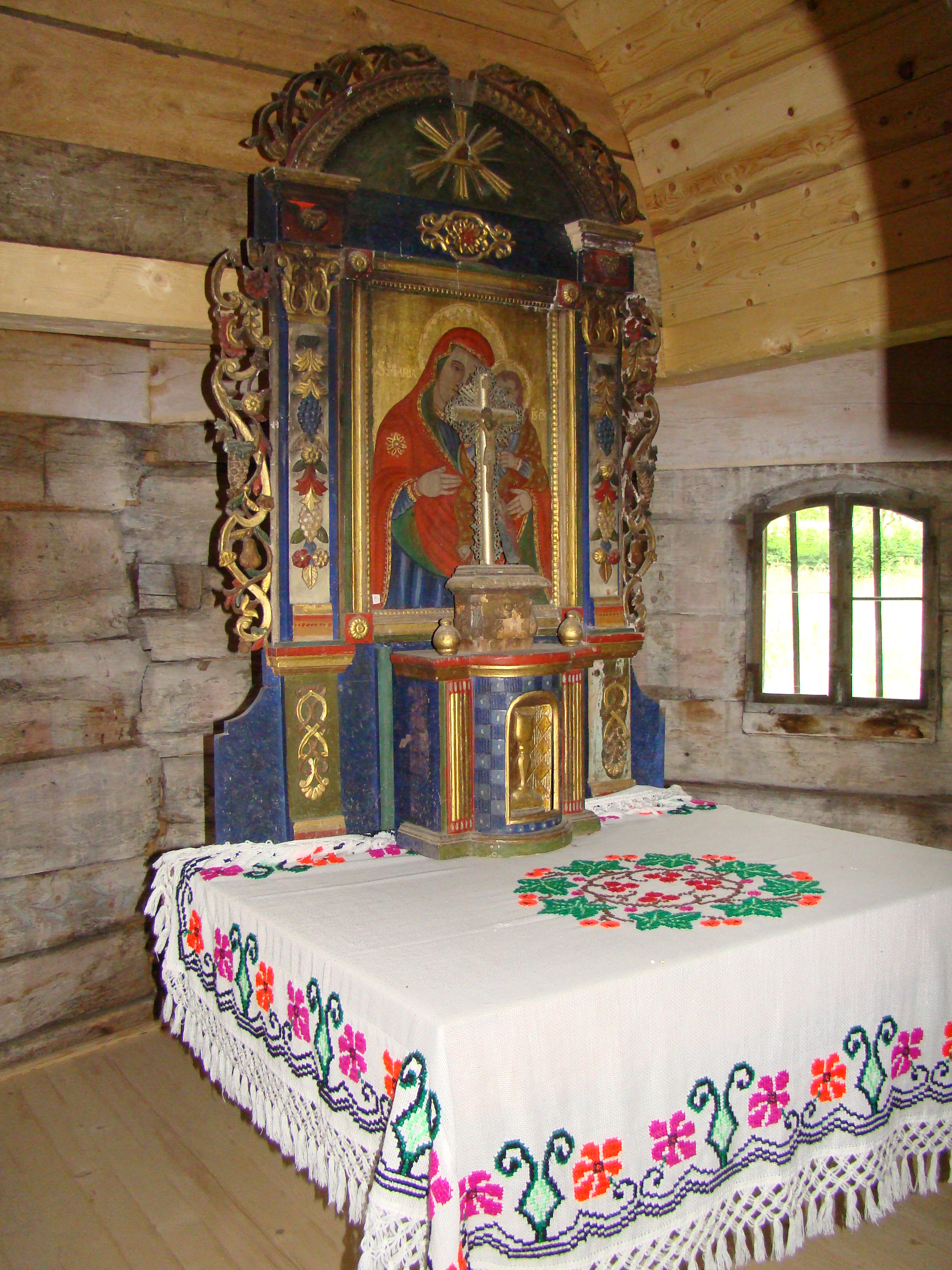
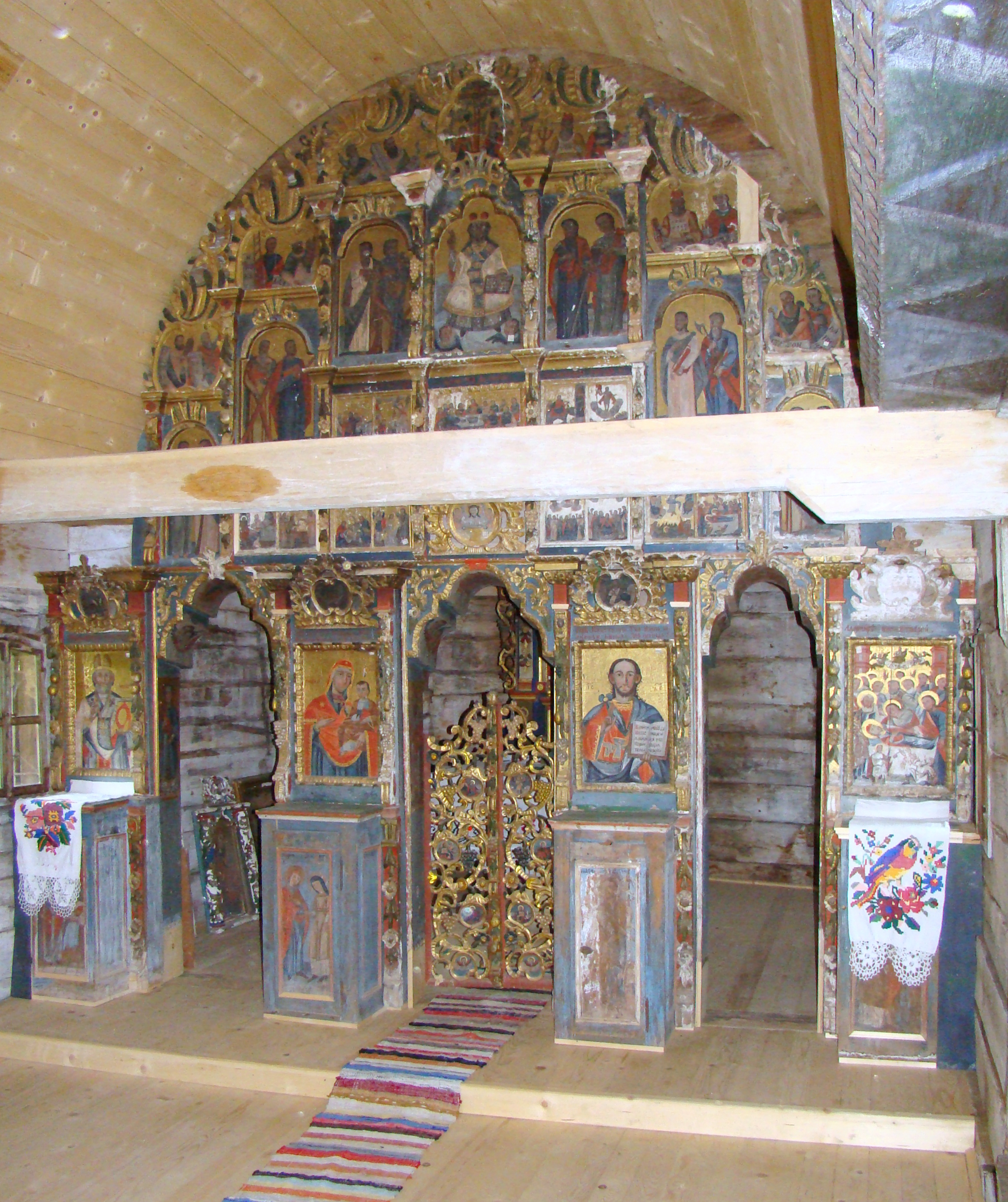
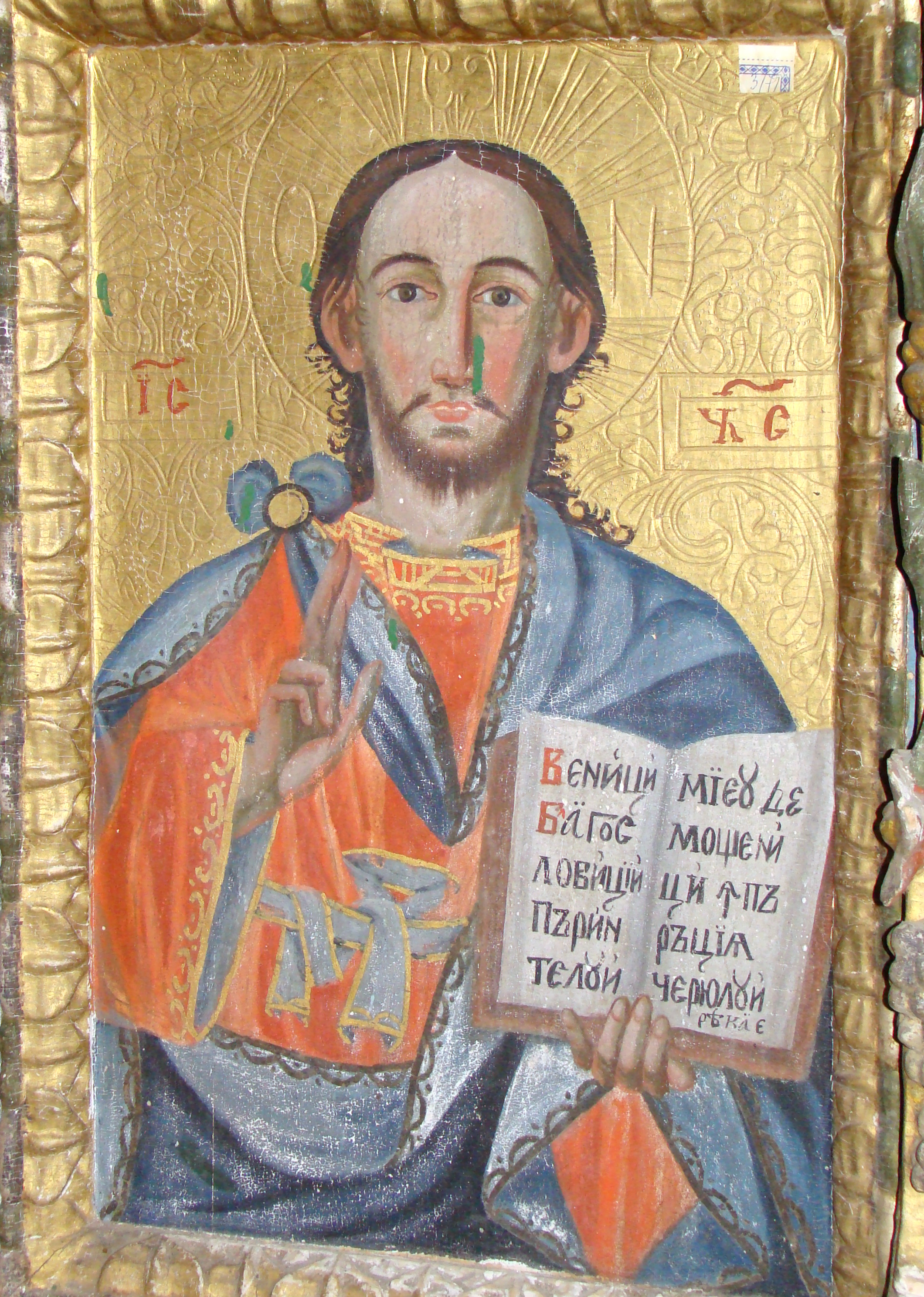
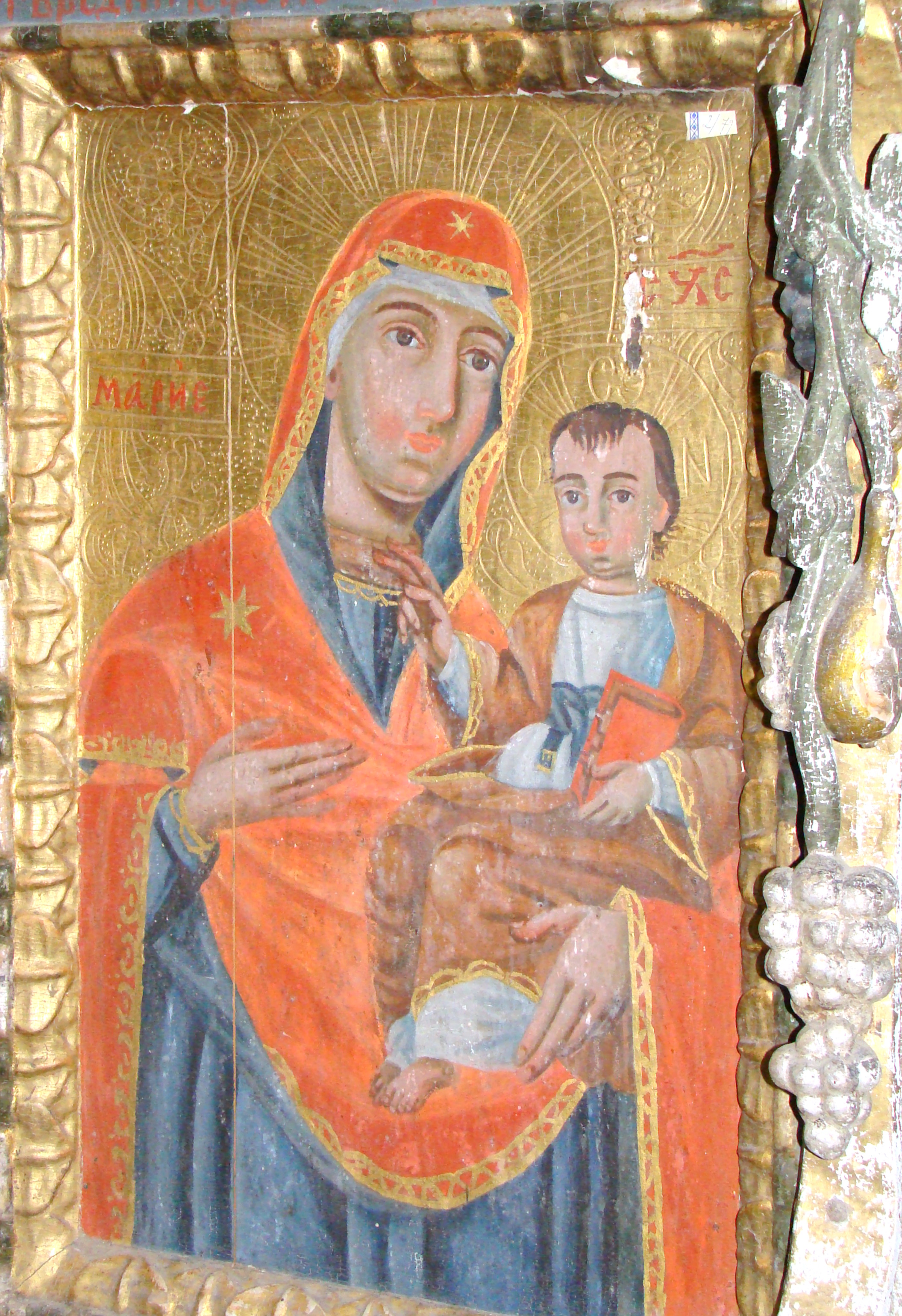
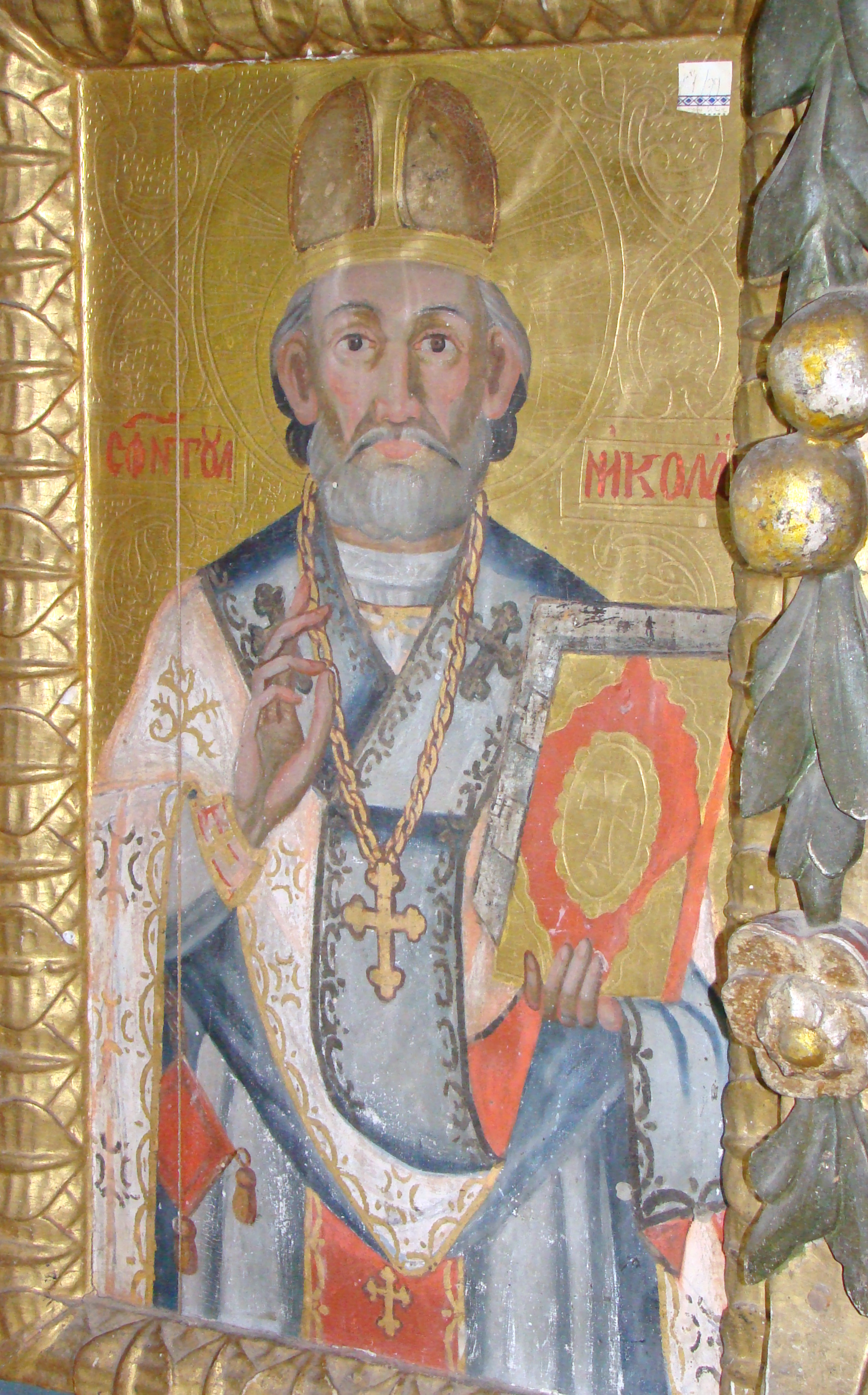